# آدینا
آدینا (ADINA) یک برنامه نرم افزاری شبیه سازی مهندسی تجاری است که توسط شرکت تحقیق و توسعه‌ی آدینا توسعه یافته و در سراسر جهان توزیع شده است.  این شرکت در سال ۱۹۸۶ توسط کلاوس-یورگن باث  تأسیس شد و دفتر مرکزی آن در واترتاون، ماساچوست، ایالات متحده است.
آدینا در صنعت و دانشگاه برای حل مشکلات ساختاری، سیالات، انتقال حرارت و الکترومغناطیس استفاده می‌شود.  این برنامه همچنین می تواند برای حل مشکلات مولتی‌فیزیک از جمله برهم‌کنش میان سیال و سازه  و مشکلات ترمو-مکانیکی استفاده شود .
برخی از کد تجزیه و تحلیل ساختاری غیر خطی آدینا به عنوان ماژول پیشرفته غیر خطی برنامه نسترن ارائه شده است.

## تاریخ
توسعه آدینا در سال ۱۹۷۴ توسط کلاوس-یورگن بث، مدت کوتاهی پس از پایان برنامه‌های اجزای محدود SAP IV  و NONSAP به عنوان توسعه دهنده اصلی آغاز شد.  در سال ۱۹۸۶، بث شرکت تحقیق و توسعه‌ی آدینا را در ماساچوست ایالات متحده تأسیس کرد و همچنان رهبری توسعه آدینا را به عنوان مدیر فنی این شرکت بر عهده دارد.
تحقیق و توسعه آدینا تمام پیشرفت‌های برنامه آدینا را انجام می‌دهد و بر روی روش‌های اجزای محدود قابل اعتماد و کارآمد تمرکز می‌کند. تحقیق و توسعه آدینا از دوازده کنفرانس علمی دو ساله در MIT در زمینه تجزیه و تحلیل عناصر محدود غیرخطی پشتیبانی می‌کند، که مقالات آن توسط Elsevier در مجله بین المللی Computers & Structures منتشر می شود. 
در سال ۲۰۰۳ ، آدینا یک توافقنامه OEM با EDS امضا کرد. در نتیجه این توافق، برخی از قابلیت‌های تحلیل ساختاری غیر خطی آدینا در حال حاضر با NX Nastran توسط Siemens PLM Software ارائه شده است. این نسخه از آدینا به عنوان ماژول پیشرفته غیرخطی برای راه حل های ضمنی/صریح نامیده می‌شود. 

## معماری نرم افزار

نتایج فعل و انفعالات سیال (FSI) دریچه قلب آئورت، که از طریق اتصال ماژول های آدینا بدست می‌آید.

آدینا (ADINA) مخفف عبارت Automatic Dynamic Incremental Nonlinear Analysis است. برنامه ADINA شامل چهار ماژول اصلی است:
- ADINA Structures برای تجزیه و تحلیل خطی و غیرخطی جامدات و ساختارها
- ADINA Thermal برای تجزیه و تحلیل انتقال حرارت در جامدات و مشکلات میدانی
- CFD ADINA برای تجزیه و تحلیل جریان‌های تراکم‌پذیر و تراکم‌ناپذیر ، از جمله انتقال حرارت
- ADINA EM برای تجزیه و تحلیل پدیده های الکترومغناطیسی

این ماژول‌ها می‌توانند باهمدیگر ترکیب شده و برای حل مسائل مولتی‌فیزیک، که در آن پاسخ سیستم به وسیله تداخل از زمینه های مختلف فیزیکی مجزا تحت تاثیر قرار (به عنوان مثال برهمکنش میان سیال و سازه ، تجزیه و تحلیل حرارتی مکانیکی، جفت پیزوالکتریکی، گرمایش ژولو غیره) استفاده شوند. 
همچنین ، در مجموعه برنامه های ADINA یک رابط کاربری گرافیکی (معروف به رابط کاربری ADINA یا AUI) با یک مدلساز جامد، ADINA-M، برای کارهای قبل و بعد از پردازش گنجانده شده است. از AUI می‌توان برای وارد کردن مدل‌های جامد و مدل‌های اجزای محدود در قالب Nastran استفاده کرد که رابط کاربری بسیاری از بسته های CAD و CAE را فراهم می کند. 